# Neues Museum

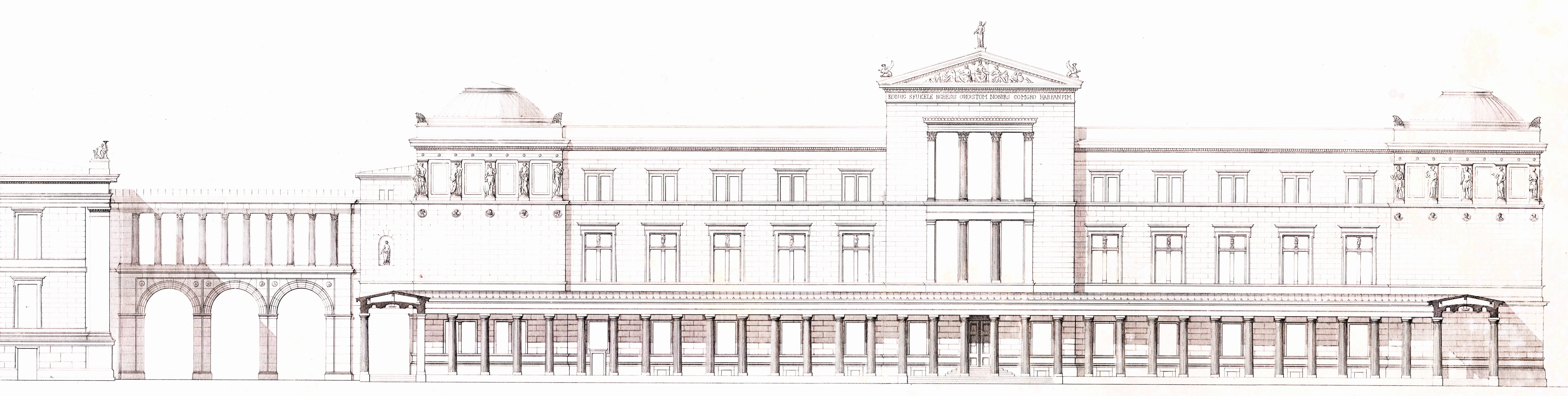
De oostfaçade van het Neues Museum met de verbinding naar het Altes Museum

Het Neues Museum is een museum op het Museumsinsel in Berlijn. Het gebouw werd tussen 1843 en 1855 gebouwd naar een ontwerp van Friedrich August Stüler, een leerling van Karl Friedrich Schinkel. In de Tweede Wereldoorlog werd het gebouw zwaar beschadigd.

## Algemeen
Pas in 1989 werd het gebouw van instorting gered. Na een uitgeschreven competitie die werd gewonnen door architect David Chipperfield werd gestart in 1999 met de reconstructie van het gebouw. Op zaterdag 7 maart en zondag 8 maart 2009 werd het Neues Museum al getoond aan het publiek. De officiële opening van het museum werd gehouden op 16 oktober 2009. Deze reconstructie maakte dat het gebouw werd uitgeroepen tot gebouw van het jaar 2011 en Chipperfield laureaat werd van de European Union Prize for Contemporary Architecture.

## Collectie
De collectie bestaat uit de archeologische verzamelingen van het Ägyptisches Museum en Papyrus Collectie, het Museum van de Prehistorie en de Vroege Geschiedenis en andere Klassieke verzamelingen.
Een van de hoogtepunten van de collectie is de buste van de Egyptische koningin Nefertiti.

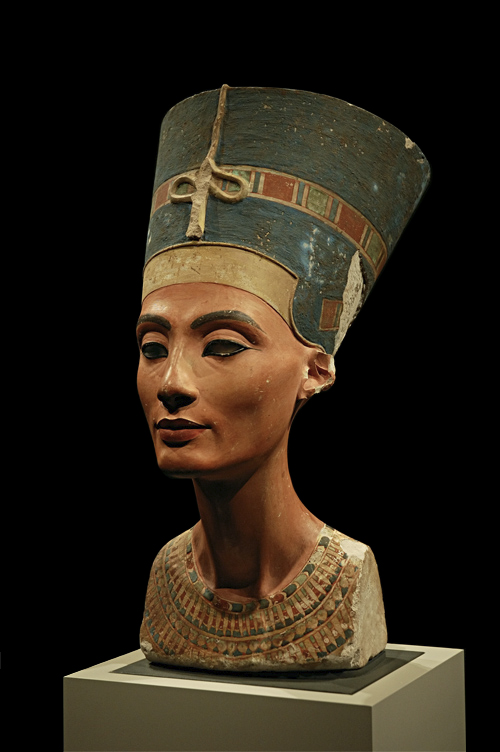
De buste van Nefertiti